# Ring of Honor
Ring of Honor (vanligtvis förkortat som ROH) är ett amerikanskt fribrottningsförbund grundat den 23 februari 2002 i Philadelphia i Pennsylvania men numera baserat i Baltimore i Maryland. Företaget är ett dotterbolag till ägarna Sinclair Broadcast Group.
Ring of Honors evenemang sänds i TV via Fox Sports Networks varje fredag vid midnatt sedan november 2019. Den 2 mars 2022 gick All Elite Wrestlings VD Tony Khan ut med att han köpt ROH från Sinclair Broadcast Group.